# ロボコップ (架空のサイボーグ)

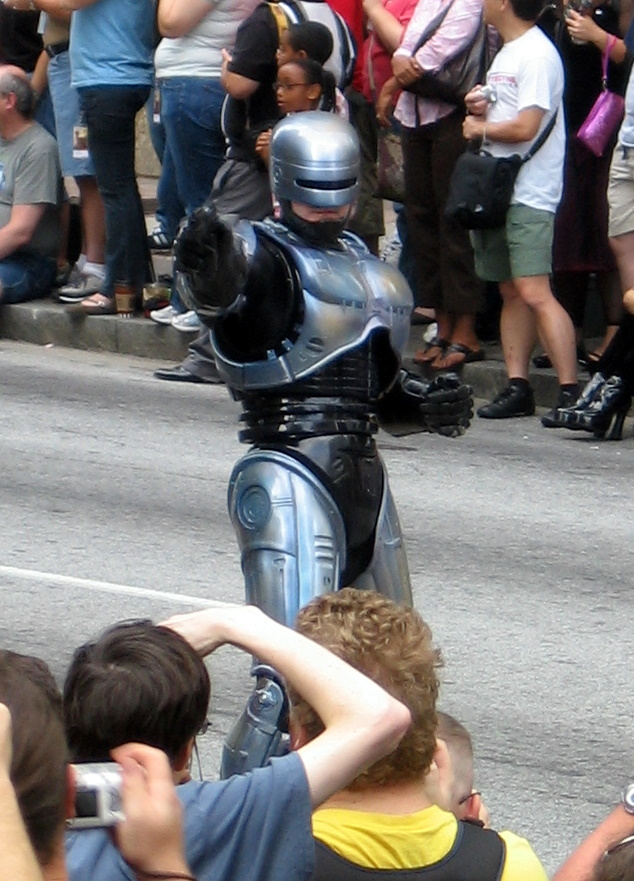
ロボコップ
（写真はファンのコスプレ）

ロボコップは、映画『ロボコップ』シリーズに登場するサイボーグの名前。一般に「ロボコップ」といった場合、映画の登場人物であるアレックス・マーフィー巡査の遺体から作られたサイボーグのことを指すが、作中では固有名詞というよりも、「商品名」のような扱いである。
俳優はピーター・ウェラー（映画『ロボコップ』『ロボコップ2』）、ロバート・ジョン・バーク（映画『ロボコップ3』）、ジョエル・キナマン（2014年版リメイクかつリブート映画『ロボコップ』）、リチャード・エデン（1994年版テレビシリーズ『ロボコップ・ニューバトル』『ロボコップ ザ・シリーズ』）、ペイジ・フレッチャー（2001年版テレビシリーズ『ロボコップ プライム・ディレクティヴ』）。日本語吹き替えの声優やテレビアニメ版『ロボコップ THE ANIMATION』の声優については、各作品項目を参照。
本項では上記の映画をはじめとする各種の作品群に登場するロボコップのほか、同機の後継機として開発されたロボコップ2号や2014年版映画『ロボコップ』に登場するロボコップについても記述する。

## 概要
ロボコップは全身が機械部品のみで構成されているわけではなく、一度死亡した人間の遺体からまだ細胞が死を迎えていない臓器を生体部品として再利用したサイボーグである。法的に人間としては認められていないことから人権も保有しておらず、表向きはロボコップを製作したコングロマリット企業「オムニ社」の開発したロボットの新製品として扱われている。また、「一度死亡した人間の脳や皮膚を利用する」というコンセプトなどから、同型のロボコップは量産されていない特注品である。基本的には、都市の治安維持と警察企業（作中では警察も営利経営である）の機能強化や、同警察企業の親会社であるオムニ社のイメージアップを狙う、宣伝用機材であった。
死亡した人間の臓器（主要なものは脳であるが）をロボットの部品として使用しているに過ぎないものとして、オムニ社に「モノ」として利用されていることが、作中の描写から散見される。相当な範囲の箇所が機械装置によって代替されてはいるものの、思考の基本部分はアレックス・マーフィー巡査のものであり、これに機械的な補助が加えられ、射撃や怪力などの面では超人的な能力を発揮する。
ロボコップが見聞したことは即座に電子情報（メモリー）として機械的に保存され、いつでも再生できることから、その証言は裁判では証拠として扱われる。また、内蔵の声紋分析ソフトなどを通じて証言の真偽をパーセントで判断できることから、基本的にはロボコップに嘘は通用しない。そのほか、腕部のニードル型の端子を外部データバンクに挿入することによるアクセスで、情報を参照することも可能となっている。ただし、電子情報ゆえに高圧電流の負荷に弱い面も持っている。
肉体（生体部分）としてはマーフィー自身の顔面の表皮や顔の骨格の一部が流用されているほか、脳が金属製の容器に封入する形で頭部に収められている。消化器官の一部にもマーフィー自身のものが流用されているが、そのほとんどは省略化されており、脳や顔面などわずかな生体部分に栄養供給を行う程度でしかなく、ベビーフードのような非常に消化の良い食品しか口にできない。なお、作中ではロボコップ専用のフードディスペンサーもデトロイト市警に配備されているが、一般の瓶入りのベビーフードでも特に問題は発生しないようである。
一度は記憶を消されてロボコップとして蘇生したマーフィーの意識は、物語の途中で復活する。それ以降は自身を「ロボコップ」ではなく「マーフィー」と名乗るなど、人間的な反応も見せるようになったが、彼の直接の死因となった脳の損傷部分がコンピュータによって代行されてもいるため、この部分のプログラムが書き換えられた際には人間性を喪失してしまうことが、たびたび描かれている。このコンピュータはコマンドラインインタプリタで動作しており、自然言語で作成された優先コマンドをコード入力することによってロボコップの行動を制限させることが可能で、法を適切に執行すること、「犯罪者の逮捕」や「弱者の保護」といったおよそ警官らしいものから、製作元であるオムニ社幹部の命令を優先させたりといった、「オムニ社にとっては都合の良い」指令も組み込まれている。通常、ロボコップはインプットされた指令にのみ忠実に対応するが、マーフィーが自らの正義感と照合してそれを拒否した場合には、強靭な意志によって書き換えることがある（前述の電子情報が高圧電力に弱いことを逆手に取り、それを利用することもある）。
特殊なチタン製の合金と防弾ゴムによって強固な防弾機能を備えた身体は、拳銃の弾丸程度ではほとんどダメージを受けない。そのため、犯罪捜査や逮捕では、わざと犯罪者から見える位置に移動して撃たれることで犯罪者の位置をレーダーやセンサーで確認し、ほとんど目視せずに射撃することが可能である。射撃の正確さも相当に高く、狙撃銃で狙われた際には照準器を撃ち抜き、狙撃者の眼に弾丸を命中させるという離れ業を実行したことがある。その反面、身軽ではないことから、対物用の重火器で攻撃された場合や、高速機動を得意とする敵と対峙した場合には、それぞれ致命的な損傷を被っている。また、使用する火器は主に対人装備でもあることから、強固な装甲を持った敵を相手にした際には、苦戦を強いられている。
ただ、マーフィーが危機的な状況に際してもあきらめない生存欲求を持つ優秀な人物であることに加え、周囲からの信頼が厚かったこともあり、劣勢に苦しめられてなおロボコップは周囲にも助けられて雪辱を果たしている。

## 武装
オート9
ロボコップの標準装備の拳銃。通常は左大腿部に格納されており、戦闘時にはロボコップの手をレーダーで感知して取り出せる。セミオートおよびフルオートの切り替えが可能。作中では強固なロングバレルに頑丈かつ確実な動作性で、ロボコップの能力も相まって正確無比な命中率を誇る。
まったくの架空銃ではなく、ベレッタ社の3点バーストでの射撃が可能な拳銃のM93Rに大型のスタビライザーを取り付けたものである（作中の小道具も実銃の外観をそのように改造して使用している）。なお、作中ではほとんど弾倉を再装填せずに射撃しているが、『ロボコップ2』では弾倉の再装填が確認できる。
一部の作品では、ロック機構によって「ロボコップ以外の者が引き金を引いても発砲できないようになっている」という設定もあり、ロボコップ以外の登場人物が利用した描写はなく（ロック機構がないと思われる別に製造したもう1つの本銃を使用している人物は存在したが）、ハンドガン系統の武器でロボコップがこれ以外の銃を利用した描写はない。
ロボコップが収納する際には、西部劇のようにガンスピンを行うという生前のアレックス・マーフィー巡査のクセを見せたため、同僚かつ相棒であった女性アン・ルイス巡査がロボコップの正体に気付く要因となった。
コブラ・アサルト・キャノン
クラレンス一味に「ロボコップの破壊」を指示したオムニ社のリチャード・ジョーンズが、彼らに与えた強力で対戦車ライフルのような外観を持つ大型の銃器。爆発する弾頭を連射可能となっており、照準器は電子制御のハイテク兵器である。
廃工場での死闘の末にロボコップが奪い、オムニ社の玄関を警備していた重武装マシン「ED-209」の撃破に利用した。この銃も上記の銃と同様、対物ライフルのバレットM82A1が元になっており、2km程度の遠距離や航空機内のハイジャック犯の狙撃に使用される。
パウザ・P50
『ロボコップ2』に登場。オムニ社でお披露目となったロボコップ2号（ケイン）の暴走時に、ロボコップが狙撃に使用した。使用している弾丸は、コブラ・アサルト・キャノンと同じく12.7x99mm NATO弾。
ガンアーム
『ロボコップ3』で登場した新装備。着脱可能になった左腕を外して装着される強化アタッチメント。上部にアサルトライフル、下部に火炎放射器、さらに中心部には、数発のスマート弾を配置した多連装の小火器となっている。特にスマート弾の破壊力は高く、見た目は人間そっくりだが中身は無口で無表情な忍者アンドロイド「オートモ」の頭部を吹き飛ばしたほか、リハッブ（治安維持部隊）の最新鋭の装甲車を一撃で破壊し、リハッブと市民反乱軍の戦いを形勢逆転させた。
アサルトライフルに関しては、バナナ状の弾倉による給弾であることが画面から確認できるものの、スマート弾と火炎放射器の装弾数（タンク容量）と再装填は不明な点が多い。なお、アサルトライフル部分のバレルはキャリコM100から流用されている模様。
フライトパック（試作品）
『ロボコップ3』で登場した新装備。正確には、武装ではなく移動手段。ロボコップのメンテナンスも行っているマリー・ラザルス博士によって開発された。元はオムニ社に反発する市民反乱軍がデトロイト市警察の武器庫から盗んだものであったが、かなり無理矢理に実用化（試験運用はおろか、テストさえまだであった模様）までこぎつけた。
F-117のジェットエンジンを搭載。背面、肩、腕に連結し、ロボコップの飛行を可能にした。ロボコップ用の予備バッテリーも内蔵しており、エネルギー切れの際は緊急措置としてここからの充電も可能となっている。これによって歩行や自動車、オートバイでの移動しかできなかったロボコップの機動力を飛躍的に高め、上空から敵を制圧することも可能になった。なお、基本的に騒音対策は行われていないため、味方や相手の注意を強く引くことになる。
制御系はロボコップの射撃用ヘッドマウントディスプレイがアビオニクスとして流用され、脳直結の操作系を持つことから、ロボコップ専用の装備となっている。また、後部の噴炎は相当な高熱となって周囲を焼き焦がすことから、攻撃目的にも利用可能である。最大飛行可能速度、高度、飛行可能時間、重量などは不明であるが、少なくとも一般的な高層ビルの高層階程度までは航行可能であることが、作中の描写から確認できる。
データスパイク
右手の甲に内蔵。本来はオムニ社や警察署のコンピュータ端末にアクセスし、「データの取り込み」や「データ書き換え」などを行う際の接続端子として装備されたが、『ロボコップ』の物語後半では刺突用武器としても使用している。先端部は尖った円錐状をしており、これをコンピュータの専用接続ポートへ挿入して接続中に回転させることで、何らかの機能切り替え操作を行っていることがうかがえる。
パック（小型吸着爆弾）
投擲後に磁力で吸着させる爆発物。手榴弾程度の威力だが、破裂に伴う破片の爆散で死傷させるようなものではなく、爆発力で対象を吹き飛ばしたり熱で焼き切ったりするようなものらしい。オート9とは反対側の左大腿部に3個収納されており、起爆にはオート9による射撃を必要とする。左大腿部に収納するものは、状況に応じてその都度換装される。
エアバッグ
暴徒鎮圧用。一瞬で大きく膨らみ、乗り物や通路にいる犯人たちを身動きできなくする。前述のバックと同型で左大腿部に装備。オート9で発射可能な弾丸型のものもある。
タグガン
左大腿部に収納されている小型の拳銃型追跡タグ発射装置。標的に撃ち着けることで、相手の行動や居場所を即時に追跡できる。逃走する車はもちろん、殺傷能力がないので人体にも使用可能（なるべく負傷させないよう、脂肪の多い箇所や臀部を狙うことが多い）。ロボコップだけでなく、通常の警官も同型のものを装備している。
シリコンスプレー
暴徒鎮圧用として大腿部に収納されたことのあるスプレー缶。吹き付けると対象物の摩擦を０にするので、常人は立っていることすらできなくなる。
スパイク
足の裏からアスファルトやコンクリートにも撃ち込める強固なスパイクが射出される。ロボコップの重量とパワーも手伝って大きなアンカーの役割をし、自動車やクルーザーの進行さえ止めてしまう。
上記のほか、スターリングMk.6の銃身を捻じ曲げるほどの腕力を備えているが、直接的な攻撃力だけでなくロボコップ自身の攻撃補助システムも秀逸である。拳銃の弾を跳弾させる、目視せずに背面の敵を射撃する、遠方の音声を指向性マイクで聞き取る、暗視・透視に似た視界モードに切り替えできるなど、本体側の性能もきわめて高く、戦闘に関するあらゆる補助機能が盛り込まれている。

## ロボコップ2号
初代ロボコップの後継機として、ロボコップ2号が開発されたことがある。いずれも強さや忠実さそして性能は初代ロボコップを上回っている。
ロボコップ2号
映画『ロボコップ2』に登場。ロボコップがマーフィーの記憶を取り戻し、オムニ社の自由にはならなくなったことから、オムニ社はロボコップを「旧態化して力不足」と評価し、その後継機として開発された。制御装置の核として搭載されている脳以外の全てが機械になっているのが特徴。ただし、使われている脳は全世界中へヌークという麻薬を蔓延させる計画を進めていた凶悪犯ケインのものであり、これは後に暴走の原因となる。
本機に先立つ試作機はアレックス・マーフィー巡査と同様に殉職した警官から複数体開発されたが、どれも失敗に終わったために最後まで「2号」のナンバーが与えられることがなかった。「失敗作」達は肉体を奪われて機械化されたことに精神的に耐えられず、動作しなかったり、発狂して暴れた挙句に自殺するなど、全て散々な結果で終わっている。
本機に犯罪者の脳を使ったのは、心理学者の女性ジュリエット・ファックス博士の発案による。ファックス博士は「麻薬依存者であれば、麻薬を報酬にして簡単に制御することが可能で、力を求める傾向の強い犯罪者の方が強靭な生存欲求によって正気を保てる」と考えていた。しかし、ケインが倫理意識に欠如し過ぎた犯罪者ゆえに狡猾かつ凶暴であることに加え、ヌーク中毒で己の快楽のためなら後先を考えない性格の持ち主であり、オールドマンが発表会でヌークを手にした瞬間、そのヌークへの渇望及びロボコップへの復讐心から暴走を起こしてしまう。さらには、開発に関わったファックス博士が自身の手で重傷を負ったケインの生命維持装置を停止させたため、彼はファックス博士のことも激しく憎んでいる。
デザインは初代ロボコップとは掛け離れており、二足歩行ながら非人型。幾つもの巨大なアームを持っており、関節部や駆動系が剥き出しとなった姿は昆虫的ですらある。武装面では初代ロボコップを圧倒しており、ミニガンや機関砲・小型ロケット発射器のほか、救助装備や格闘兵器としても利用可能なパンチングアーム・エンジンカッターやバーナー・プラズマトーチなどを装備。暗所では投光器を用いる。これらに加え、高所からの落下やガス爆発をものともしない強固な装甲フレームや、装甲車すら圧倒する強力なパワーを持っている。また、脚部には可動式のダガーナイフ状の爪が装備されており、地面に突き立てることで転倒時なども素早い復帰が可能となっている。さらに、頭部に装備されている開閉式のディスプレイではケインの凶暴な「素顔」を映し出し、彼の本性を露呈した。
最終的にはロボコップや警官隊との激しい銃撃戦の末、ルイスからヌークを渡されておとなしくなった隙に核である脳をロボコップに引きずり出された挙句、路上に叩きつけられてしまい、全機能を停止した。この暴走の全責任はファックス博士に押し付けられたうえ、オムニ社も失墜を余儀なくされてしまい、映画『ロボコップ3』では売却されたことが語られている。
ロボケーブル
『ロボコップ2』とはパラレルワールドに相当するテレビシリーズ『ロボコップ プライム・ディレクティヴ』に登場。警官時代のアレックス・マーフィー巡査の元パートナー、ジョン・ケーブル巡査の遺体から開発された。外見はロボコップと同型だが、ボディの色がメタリックブラック、ゴーグルはビームスプリッター。複数の標的を同時に捕捉できるうえ、相手の動きを予測して射撃することが可能。生前のジョンのガンプレイスタイルを受け継ぎ、両方の腿部にオート9が装備されている。

## オートモ
（『ロボコップ』の名は冠していないが、映画シリーズ『ロボコップ3』において、ロボコップの敵となる主要なロボット（アンドロイド）であることから併記する。）
オムニ社を買収した日本企業『カネミツ・コーポレーション』により、ロボコップ抹殺のために送り込まれた忍者アンドロイドである。ロボコップやロボコップ2のように人間の脳を使っているのかについては、その是非を明示ないし示唆するようなシーン・台詞はない。
オートモ
映画『ロボコップ3』に登場。ロボコップを始めとする市民反乱軍の妨害により、デルタ・シティ再開発のための強制立ち退きが進まないことに業を煮やしたカネミツ・コーポレーションのカネミツ会長によりデトロイトに送り込まれる。
外見はロボコップやロボコップ2とは大きく異なり、人間と区別がつかず、動きも人間のように滑らかであるが、言葉を発することはない。運動能力が非常に優れており、体操選手の如く飛び回り、ロボコップを翻弄する。
『ロボコップ3』劇中の半ばで、ロボコップの機転により小型ロケットで頭部を吹き飛ばされ、破壊されるが、終盤にオムニ社において、ロボコップがリハッブ隊長のマクダゲットと対峙した際に、破壊したはずのオートモが現れる。これもまた即座に頭部に射撃を受けるが、更にもう1体現れ、合計3体が存在していたことになる。劇中では「オートモをあのような場所（街中）で使用したことはない。」との描写があることからも、オートモが既に量産されていることが窺える。
オートモの主観画面（モニター）には、日本語で戦闘コマンドが表示される。これはロボコップのモニターにMS-DOSのコマンド（英語）が表示されていたのと対照的である。
刀
核自爆装置を除き、オートモの唯一の武器である。金属製の支柱やロボコップの指を切り落としたことから、強力な刀身を持つことが窺える。ちなみに2体目に登場したオートモは左利きである。
核自爆装置
オートモが破壊された際に起動する小型核爆弾による自爆装置である。『ロボコップ3』終盤において、天才ハッカー少女ニコによりハッキングされ、同士討ちとなった2体のオートモが核自爆装置により自爆したが、ロボコップ、ニコ及びラザラス博士はフライトパックにより脱出した。

## 2014年版の映画に登場するロボコップ
改訂には、『ターミネーター』シリーズや『アイアンマン』シリーズなどのプロダクトデザインを担当したスタッフが関わっている。
デザインは2パターン用意され、初登場時は原典と同様に銀色や青みを帯びた灰色と表されたボディとして登場する（重役によるデザイン提案時には原典版のものも挙げられて好評であったが、受け狙いで変形など無駄な機能を追加されていたため、CEOが却下する）が、物語中盤以降は人間的な感情による躊躇が攻撃の遅れにつながると判断され、全身の大半が黒で占められたデザインへ変更される。黒いボディへの換装以降は、それまで普段はマーフィーの意志で行動できていたのに対し、戦闘モードになると脳に埋め込まれたソフトウェアが勝手に動作して情報処理を担うようになるため、その際のマーフィーは「乗客」と化して攻撃力は大幅に増大するが、冷酷で容赦がなくなってしまう。しかし、物語終盤には最初のデザインに戻される。
遺体の一部を再利用する形であった原典とは異なり、マーフィー自身は（少なくとも対外的には）あくまで生存している人間として認知されており（改造のきっかけとなった事件についても「殺人未遂」となっている）、義手や義足の延長としての義体の位置づけに近い。頭部は普段顔を出しているが、興奮したり、攻撃モードになるとバイザーが下がり目鼻部分が隠れる。ボディー強度は50口径以上の弾丸は防げない。さらにボディーに大きなダメージを受けるとマーフィーは激痛として感じる。
マーフィーに残された身体の部位は脳（一部損傷している）および顔面・肺・心臓・右手だけで、それ以外は全て機械で補われており、出動時以外はボディを分解されて頭部および臓器のみとなり、メンテナンスや、消化器官や免疫機能が失われている生体部位維持の血液の交換、栄養補給、投薬などが行われる。原典と違い生身の頃の記憶を維持しているため、最初の改造が完了した時点では感情の表現も可能であったが、途中で投薬やドーパミンの抑制などにより抑えられることもあった。また、過去のテレビドラマ版やテレビアニメ版の要素も導入され、バイクに乗ってのカーチェイスや単体での身軽なアクションも行えるようになっている。
主武装は、失神レベルから最大20万ボルトの電撃弾で標的を抹殺可能な切り替え式のカートリッジ式スタンガンと、50口径のベオウルフ弾を使用して3点バーストとフルオートに切替可能な改良型マシンガン。